# Max Lorenz
Pour l’article homonyme, voir Max Lorenz (footballeur).
Max Lorenz (né Max Sülzenfuß à Düsseldorf le 10 mai 1901 et mort à Salzbourg le 11 janvier 1975) est un heldentenor allemand célèbre pour ses rôles wagnériens.

## Biographie
Il commence ses études musicales à Cologne, avec le professeur Pauli, puis étudie à Berlin avec Ernst Grenzebach et fait ses débuts en 1927 à Dresde, dans le rôle de Walther von der Vogelweide dans Tannhäuser de Richard Wagner. L'année suivante, il interprète son premier rôle d'importance : Ménélas dans Die ägyptische Helena  (Hélène d'Egypte) de Richard Strauss. Lorenz est repéré en 1925 à Berlin par Siegfried Wagner au cours d'une audition privée. Le fils de Richard Wagner, homosexuel comme Lorenz, le propulsera au Festival de Bayreuth. Il chante alors à l'Opéra d'État de Berlin à partir de 1929, et on lui confie des rôles toujours plus lourds, plus éprouvants, et cela malgré son jeune âge. Il garde en même temps une activité de concertiste et de récitaliste, dans des programmes de lieder incluant des pages de Mozart, Beethoven, Schubert. En 1931-1932, Artur Bodanzky l'invite au Metropolitan Opera de New York pour lui faire chanter son premier Tannhäuser, aux côtés de l'Elisabeth de Maria Jeritza, ainsi que Lohengrin, avec la même Elsa. Il se produit ensuite à Berlin, dont il rejoint la troupe en 1933, puis Vienne, dès 1941.
Mais c'est surtout au Festival de Bayreuth, où il se produit à partir de 1933, qu'il devient une grande vedette, en s'illustrant rapidement dans tous les rôles de ténors wagnériens (Rienzi, Lohengrin, Stolzing, Tristan, Siegmund, Siegfried, Parsifal, etc) dans lesquels sa grande voix, sa prestance et son sens dramatique le rendent incomparable dans « ses incarnations idéales du héros aryen, blond, sauvage, vocalement somptueux et scéniquement insurpassable ». Il restera un fidèle du festival de 1933 à 1944, puis en 1952 et 1954, même si les autorités acceptent mal qu'il ne divorce pas de son épouse Lotte, qui était juive. Mais il échappera à toute vexation, grâce à des appuis très haut placés. En 1952, il chante encore dans Le Crépuscule des dieux un Siegfried fort et altier, d'une énergie vitale remarquable, sous la direction de Joseph Keilberth. Après cela, Lorenz reviendra une ultime fois à Bayreuth en 1954, pour remplacer en dernière minute Ramón Vinay en Siegmund, toujours sous la direction de Keilberth.
À l'étranger, il se produit notamment à Vienne, Milan, Paris, où il fait sa première apparition scénique d'après guerre dans Tristan et Isolde, aux côtés de Kirsten Flagstad, Londres, New York, Milan, etc.
Outre les rôles wagnériens, il s'affirme également en Florestan, Max, Bacchus, Hérode, Egisthe, Radames, Calaf, et fut particulièrement admiré en Otello, Vienne considérant alors qu'« il est le plus grand Otello depuis Slezak ». De son interprétation d'Hérode dans Salome (Salomé), on a gardé un enregistrement live (Munich, 1951) aux côtés de la Salomé d'Inge Borkh, sous la baguette de Keilberth. En 1948, il a également l'occasion de chanter Tristan et Isolde avec Maria Callas, à Gênes. Sa dernière apparition sur scène sera un ultime Hérode, en 1962, au Staatsoper de Vienne. Par la suite, il se consacre à l'enseignement, notamment au Mozarteum de Salzbourg, et fut le professeur - et presque un père dit-on - pour le ténor américain James King. En 1963, il publie une biographie pleine d'humour sur sa vie et sa carrière.
Il a également participé à quelques créations mondiales, notamment Der Prozess de Gottfried von Einem à Salzbourg, en 1953, ou l'année suivante, Penelope de Rolf Liebermann, sur la même scène.

## Histoire
Max Lorenz fut menacé d'interdiction par le régime nazi. Non seulement son épouse et sa belle-mère étaient juives, mais Lorenz était notoirement homosexuel, ce qui pouvait lui attirer de très graves ennuis. Mais la belle-fille de Wagner, Winifred Wagner, directrice du Festival de Bayreuth, fit valoir à Hitler que sans lui elle ne pouvait maintenir le festival. Lorenz a réussi, par des interventions puissantes, à épargner son épouse Lotte et sa belle-mère juives, ainsi que d'autres artistes, des persécutions nazies. Malgré tout, on lui collera par la suite l'étiquette de « Siegfried de Hitler ». Après la guerre il a pris la nationalité autrichienne. Son épouse est décédée en 1964. En 2017 eut lieu au Schwulesmuseum de Berlin une exposition consacrée à Siegfried Wagner dans laquelle apparaissent les témoignages de son amitié avec Max Lorenz, son très jeune cadet.

## Discographie
Il laisse une discographie immense - pour l'essentiel pirate -, où l'on relève notamment le premier enregistrement intégral d'Ariane à Naxos, le 11 juin 1944 à l'Opéra de Vienne, à l'occasion du quatre-vingtième anniversaire de Richard Strauss, avec Maria Reining, Alda Noni, Erich Kunz, Irmgard Seefried, Paul Schöffler, sous la direction de Karl Böhm. 
On retient aussi ses Siegfried (depuis les live de Bayreuth en 1936 sous la direction de Heinz Tietjen, ou plus tard avec Wilhelm Furtwängler, Scala, 1950) ; Le Vaisseau fantôme avec Herbert Janssen, sous la direction de Fritz Reiner (Londres, 1937) ; Les Maîtres chanteurs de Nuremberg, avec Maria Müller, Jaro Prohaska, Josef Greindl, sous la direction de Furtwängler (Bayreuth, 1943) ; un rare Rienzi (abrégé), avec Margarete Klose (Dresde, 1942) ; deux Tristan et Isolde (en 1943 à Berlin, avec Buchner et Prohaska, sous la direction de Robert Heger, en 1951 à Milan, avec Grob-Prandl, sous la direction de Victor de Sabata) ; La Walkyrie, avec Martha Mödl, Astrid Varnay, Hans Hotter, Josef Greindl, sous la direction de Josef Keilberth (Bayreuth, 1954 - Lorenz est alors vieillissant, mais son chant garde toute sa poésie et son héroïsme).
Les enregistrements de Richard Strauss sont également nombreux, parmi lesquels Salome avec Inge Borkh, Hans Hotter, sous la direction de Joseph Keilberth, en 1951 ; Elektra avec Inge Borkh, Lisa Della Casa, sous la direction de Dimitri Mitropoulos (Salzbourg, 1957). 
Selon Jean-Jacques Groleau, « quel que soit le témoignage, quelle qu'en soit la date d'enregistrement, l'engagement de l'artiste, son aisance, son implication demeurent stupéfiants. »

## Sources
- André Tubeuf, dans Les Introuvables du chant wagnérien, L'Avant-Scène opéra, no 67, septembre 1984, p. 135-137.
- Dictionnaire encyclopédique Wagner, sous la direction de Timothée Picard, Arles, Actes Sud / Paris, Cité de la musique, 2010.
- L’Univers de l’opéra. Œuvres, scènes, compositeurs, interprètes, sous la direction de Bertrand Dermoncourt, Paris, Robert Laffont, coll. « Bouquins », 2012.
- Le Nouveau Dictionnaire des interprètes, sous la direction de Alain Pâris, Paris, Robert Laffont, coll. « Bouquins », 2015.
- Max Lorenz. Wagner's Mastersinger, Hitler's Siegfried, documentaire de Eric Schulz et Claus Wischmann, DVD Vidéo Naïve, 2008.